# تپه قلعه جاجرم
تپه قلعه جاجرم مربوط به صدر اسلام- دوره ایلخانی است و در جاجرم، داخل شهر واقع شده و این اثر در تاریخ ۳ بهمن ۱۳۵۶ با شمارهٔ ثبت ۱۵۹۳ به‌عنوان یکی از آثار ملی ایران به ثبت رسیده‌است.